# Portas tesoura

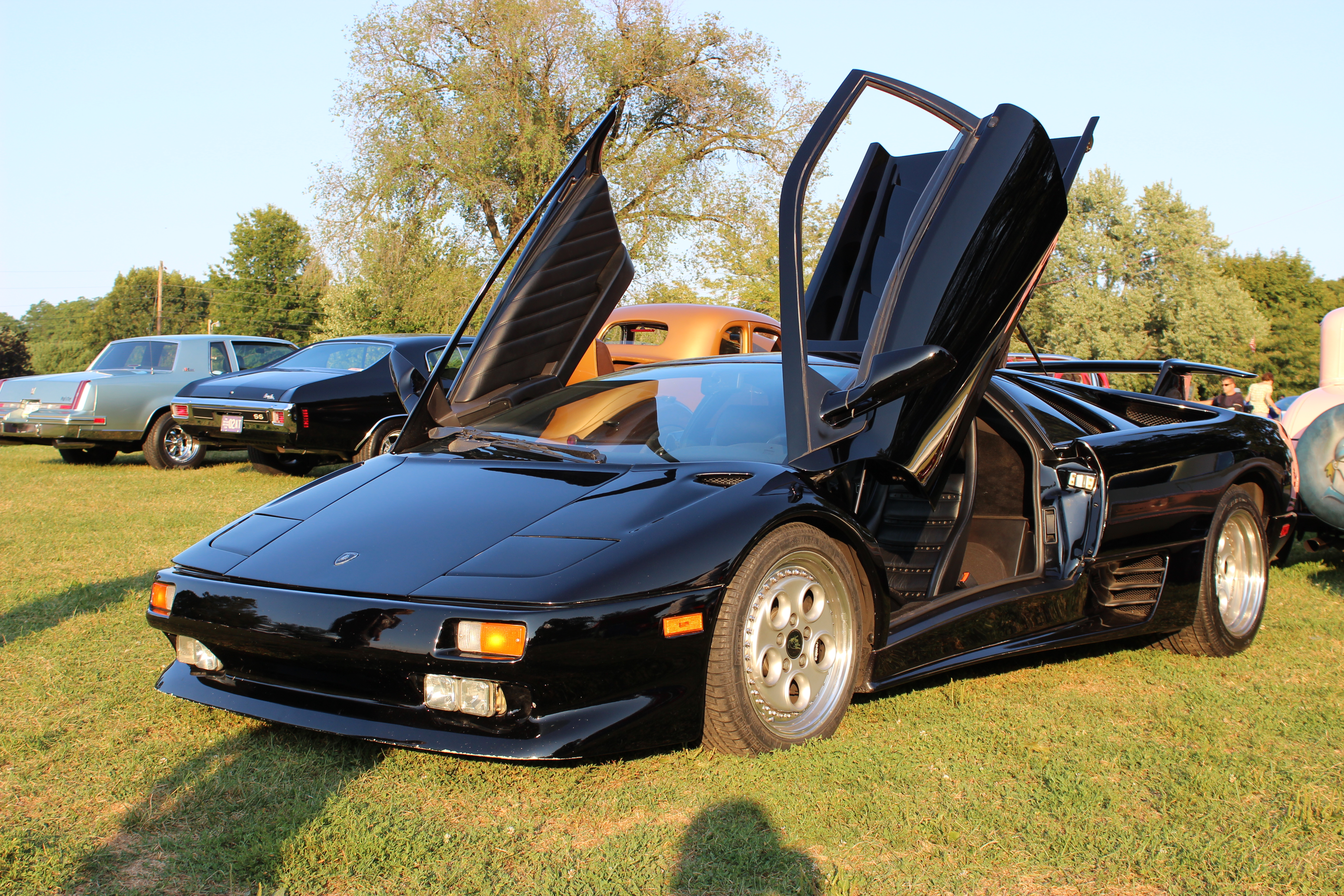
Lamborghini Diablo VT com as portas abertas.

O termo portas tesoura é usado para referir-se a portas de automóveis que abrem para cima, sendo fixadas perto do final do para-brisa graças a uma charneira. Também são chamadas de portas Lambo ou portas LSD (Lamborghini Style Doors). Esses dois nomes são devidos ao fato de que o primeiro carro de produção com este tipo de portas foi o Lamborghini Countach LP400 de 1973.
O primeiro carro a ter este tipo de portas foi o protótipo Alfa Romeo Carabo de 1968, projetado e construído pela empresa italiana Bertone.